# Hokuriku Railroad
Hokuriku Railroad Co.,Ltd. (北陸鉄道株式会社, Hokuriku Tetsudō Kabushiki-gaisha), communément appelée Hokutetsu (北鉄), est une compagnie de transport de passagers qui exploite deux lignes ferroviaires ainsi qu'un réseau de bus dans la préfecture d'Ishikawa au Japon. Son siège social se trouve dans la ville de Kanazawa.

## Histoire
La compagnie a été fondée le 13 octobre 1943.

## Ligne
La compagnie possède deux lignes.
| Ligne           | Nom japonais | Terminus                      | Longueur (km) | Gares |
| --------------- | ------------ | ----------------------------- | ------------- | ----- |
| Ligne Asanogawa | 浅野川線     | Hokutetsu-Kanazawa - Uchinada | 6,8           | 12    |
| Ligne Ishikawa  | 石川線       | Nomachi - Tsurugi             | 13,8          | 17    |

## Matériel roulant

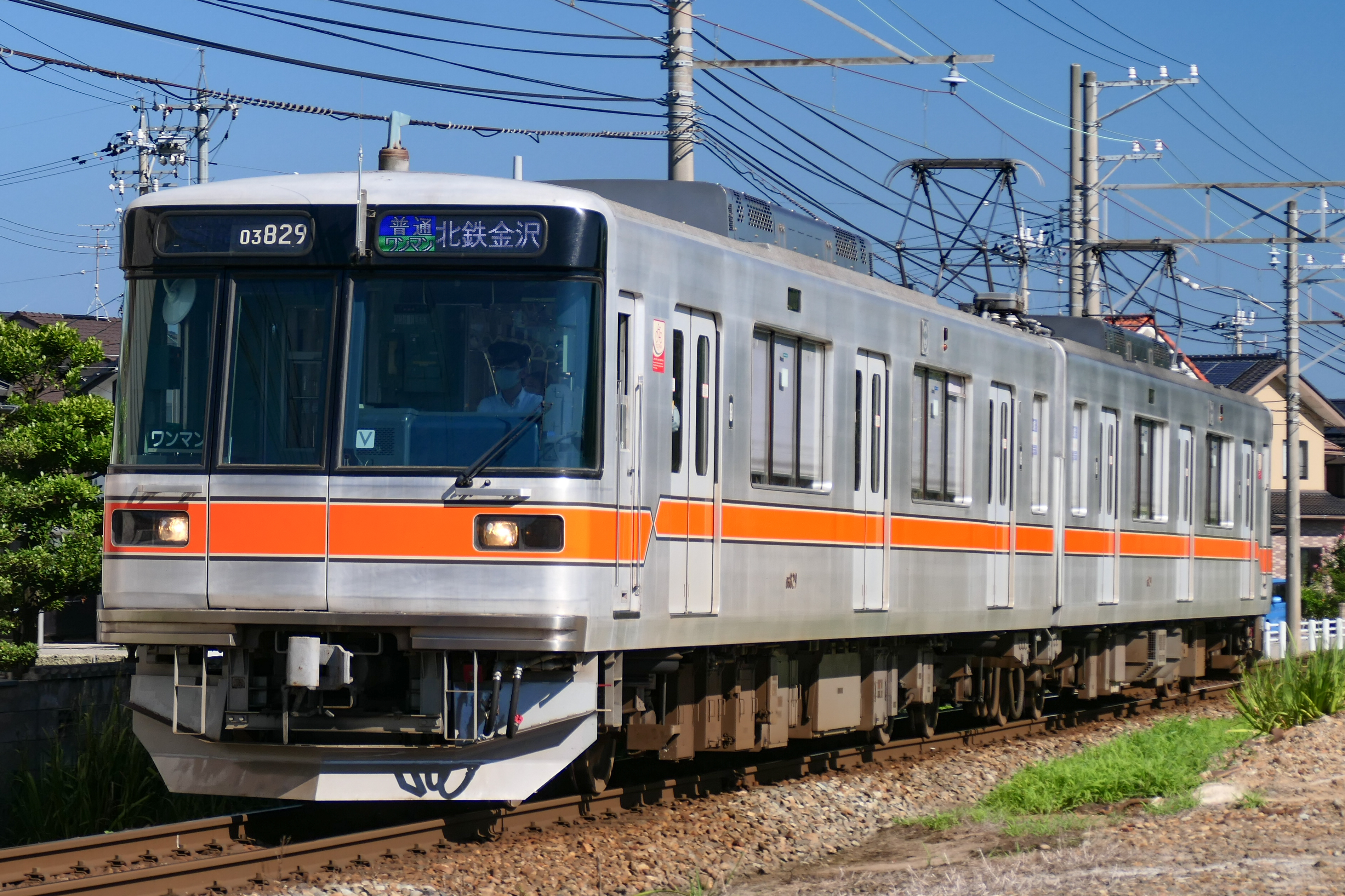
Série 03 (ex-Tokyo Metro série 03)
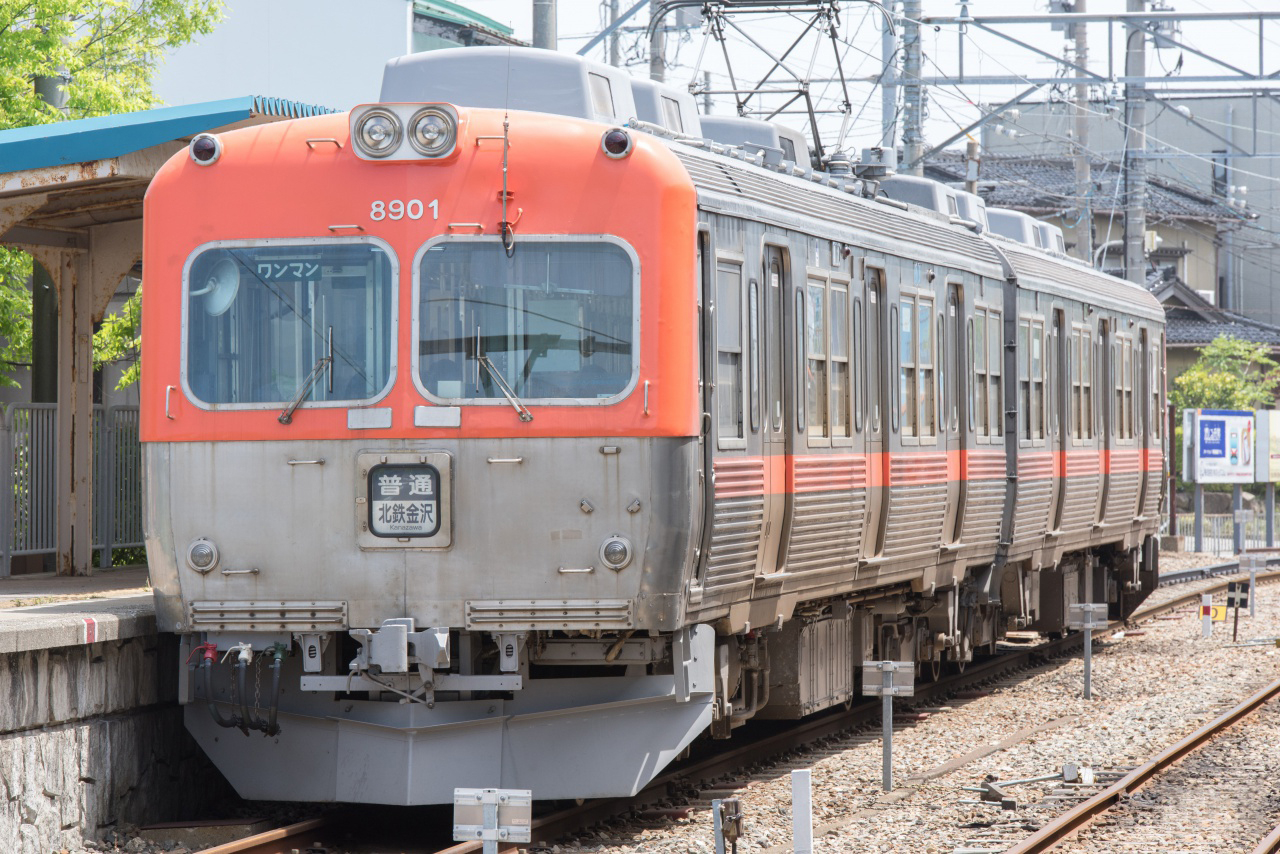
Série 8000 (ex-Keio série 3000)